# Nelima magaritata
Nelima magaritata is een hooiwagen uit de familie Sclerosomatidae.